# Obninsk
Obninsk (en russe : Обнинск) est une ville de l'oblast de Kalouga, en Russie. Sa population s'élevait à 125 376 habitants en 2021.
Obninsk est l'une des plus importantes cités scientifiques de Russie.

## Géographie
Obninsk est arrosée par la rivière Protva et se trouve à 67 km au nord-est de Kalouga et à 96 km au sud-ouest de Moscou.

## Histoire
La ville doit son nom à Viktor P. Obninsky (1867-1916), noble et propriétaire du manoir de Belkino, incluant une belle église du XVIIIe siècle, un des fondateurs du Parti constitutionnel démocratique et député de la Première Douma. La datcha d'Obninsky, vendue à la veuve de Mikhaïl Morozov a abrité une école très novatrice de l'éminent pédagogue Chatzki, dans l'entre-deux-guerres.
La région a été occupée par l'armée allemande d'octobre à décembre 1941.
Le premier réacteur nucléaire réservé à la production d'électricité dans le monde, la centrale nucléaire d'Obninsk, a été inauguré dans cette ville le 27 juin 1954. Il est à l'origine de la filière des réacteurs de type RBMK. Il développait une puissance électrique de 5 mégawatts.
Obninsk était aussi la base d'entrainement de l'équipage du premier sous-marin nucléaire russe, le Leninski Komsomol, ou sous-marin soviétique K-3. Le réacteur pilote de ce sous-marin a en effet été monté et testé sur le site nucléaire.
Actuellement la ville héberge douze instituts de recherche scientifique, dont les activités principales sont l'ingénierie électronucléaire, les technologies liées à la radioactivité, la radiologie médicale et la météorologie. La ville est facile d'accès par le train depuis la gare de Kiev à Moscou.

## Population
Recensements (*) ou estimations de la population
| 1959*  | 1970*  | 1979*  | 1989*   | 2002*   | 2010*   | 2012    | 2013    |
| ------ | ------ | ------ | ------- | ------- | ------- | ------- | ------- |
| 16 334 | 48 641 | 73 402 | 100 178 | 105 706 | 104 798 | 105 421 | 106 023 |

| 2014    | 2015    | 2016    | 2017    | 2018    | 2019    | 2020    | 2021    |
| ------- | ------- | ------- | ------- | ------- | ------- | ------- | ------- |
| 107 319 | 109 365 | 111 365 | 113 639 | 115 029 | 118 151 | 117 419 | 125 376 |

## Sciences et éducation
Obninsk est l'une des principales villes scientifiques russes. En 2000, elle a reçu le statut de première ville scientifique de Russie. La ville abrite douze instituts de recherche scientifique. Leurs principales activités sont l'ingénierie de l'énergie nucléaire, les méthodes nucléaires et la technologie des rayonnements, la technologie des matériaux non métalliques, la radiologie médicale, la météorologie et l'écologie et la protection de l'environnement.
La première centrale nucléaire au monde pour la production d'électricité à grande échelle a ouvert ici le 27 juin 1954, et elle a également servi de base d'entraînement pour l'équipage du premier sous-marin nucléaire de l'Union soviétique, le K-3 Leninsky Komsomol.
Obninsk est célèbre pour sa tour météorologique qui a été construite pour étudier la propagation des radiations de la centrale nucléaire.
Les instituts suivants sont situés dans la ville : 
- Centre scientifique d'État de l'Institut de physique et de génie électrique de la fédération de Russie
- Centre scientifique d'État de la fédération de Russie Entreprise de production scientifique d'Obninsk "Tekhnologiya"
- Centre de recherche radiologique médicale de l'Académie russe des sciences médicales
- Branche d'Obninsk du Centre scientifique d'État de la fédération de Russie "Institut Karpov de chimie physique"
- Institut d'Obninsk pour le génie nucléaire
- Institut russe de recherche sur l'information hydrométéorologique (Centre mondial de données)
- Expédition pilote centrale du service géophysique de l'Académie russe des sciences
- Institut russe de recherche en radiologie agricole et en agroécologie
- Bureau central d'études de l'instrumentation hydrométéorologique
- Institut russe de recherche en météorologie agricole
- Association de production scientifique TYPHOON

## Personnalités liées à la ville
- Artem Khadjibekov (1970-), champion olympique de tir.
- Lina Krasnoroutskaïa (1984-), joueuse de tennis professionnelle.